# Per Zetterfalk
Per Zetterfalk, född i Karlskrona, är regissör, doktor i konstnärlig gestaltning och ledare för Memoria Produktion. Som Dramatiska Institutets förste doktorand disputerade han med avhandlingen Inter esse: Det skapande subjektet, Norén och Reality (Gidlunds förlag 2008). Hans dokumentärfilm om Lars Norén, Kall – Noréns drama, hade premiär på Göteborg International Film Festival 2006 och kom ut på dvd året därpå (Folkets Bio 2007). 